# Duke's Company
Duke's Company var ett engelskt teatersällskap, verksamt mellan 1660 och 1682.  Det var det ena av endast två teatersällskap som uppträdde i London under sin samtid. 
Det var en av två teatersällskap som gavs tillstånd att spela teater i London efter den engelska restaurationen 1660. Detta var sedan teater återigen blivit lagligt sedan det hade förbjudits av puritanerna, och Lord Chamberlain's Men upplösts 1642. 
Det uppträdde först i tillfälliga lokaler och från 1671 på Dorset Garden Theatre under ledning av William Davenant, medan dess konkurrent King's Company uppträdde under Thomas Killigrew på Drury Lane Theatre. 
Duke's Company upplöstes 1682 när det förenades med sin konkurrent King's Company för att bilda United Company (1682-1695), som under ledning av Christopher Rich i sin tur splittrades när en utbrytargrupp under Thomas Betterton 1695 etablerade Lincoln's Inn Fields Playhouse och sedan Her Majesty's Theatre år 1705, som tillsammans med Covent Garden-operan blev huvudkonkurrenten till Drury Lane Theatre under 1700-talet.